# Something Borrowed
Something Borrowed (No me quites a mi novio en Hispanoamérica y Algo prestado en España) es una película estadounidense de comedia romántica estrenada en 2011. Está basada en el libro de Emily Giffin del mismo nombre; fue dirigida por Luke Greenfield y protagonizada por Ginnifer Goodwin, Kate Hudson, Colin Egglesfield y John Krasinski. Fue distribuida en Estados Unidos por Warner Bros.

## Sinopsis
Las amistades se ponen a prueba y los secretos salen a la superficie cuando en Rachel (Ginnifer Goodwin) florecen los sentimientos que ella tenía escondidos por Dex (Colin Egglesfield), el prometido de su mejor amiga, Darcy (Kate Hudson).
Rachel es una abogada de talento en un bufete de Nueva York, y la mejor amiga de Darcy, quien se va a casar en dos meses con Dex. Tras la fiesta por su treinta cumpleaños, ella y Dex acaban acostándose.
En las frenéticas semanas que preceden a la boda de Darcy, una cosa va llevando a la otra y Rachel se encuentra en una situación imposible, atrapada entre su preciada amistad con Darcy y el amor de su vida.
A su vez Ethan (John Krasinski), confidente habitual y conciencia ocasional de Rachel, está ocupado tratando de eludir los afectos de la amiga de Darcy, la perdidamente enamorada Claire, mientras que él está a su vez secretamente enamorado de otra. Por otro lado, Marcus (Steve Howey) tiene intenciones con Rachel las cuales no excluyen necesariamente a cualquier otra mujer que pueda llamarle la atención.

## Reparto
| Actor             | Personaje               |
| ----------------- | ----------------------- |
| Ginnifer Goodwin  | Rachel White            |
| Kate Hudson       | Darcy Rhone             |
| Colin Egglesfield | Dexter "Dex" Thaler III |
| John Krasinski    | Ethan                   |
| Steve Howey       | Marcus                  |
| Ashley Williams   | Claire                  |
| Geoff Pierson     | Dexter Thaler II        |
| Jill Eikenberry   | Bridget Thaler          |
| Peyton List       | Joven Darcy Rhone       |